# Inter Islands Airlines
Inter Islands Airlines é uma companhia aérea de voos regulares e fretados, tanto para transporte de passageiros como de carga, com sua base de operações no Aeroporto Internacional da Praia. É uma empresa nacional da República do Cabo Verde.